# T9
Il T9 (abbreviazione di Text on 9 [Keys]) è un software, inventato da Tegic Communication e utilizzato principalmente su dispositivi mobili (nello specifico quelli che dispongono di un tastierino numerico 3×4), che consente una composizione guidata nella digitazione di stringhe alfanumeriche. Sebbene il T9 sia il più noto software di predictive text, sistemi con analoghe funzionalità sono stati sviluppati anche da altre aziende informatiche (come, ad esempio, l'"iTAP" utilizzato dalla Motorola e il "LetterWise" dalla Eatoni).
Tale sistema, che nel settembre 2005 era disponibile nella versione 7.3, viene principalmente utilizzato per la composizione degli SMS, ma può essere utilizzato anche per la digitazione di note, nomi in rubrica ed altri tipi di testi.
Il sistema si basa sull'utilizzo di un dizionario integrato che associa determinate sequenze nella pressione dei tasti numerici del terminale a possibili parole (in una lingua determinata, scelta dall'utente; le lingue attualmente supportate dal sistema sono circa quaranta) proponendo per prime, nel caso in cui la sequenza digitata corrisponda a più di un termine, le parole statisticamente più utilizzate: da qui l'importanza di rileggere quanto automaticamente composto dal software a seguito della digitazione di una determinata sequenza di tasti, in quanto può capitare spesso che alcuni dei termini selezionati dal software non corrispondano a quelli che l'utente aveva intenzione di scrivere, e in questo caso se ne deve selezionare un altro.
Su alcuni modelli di telefoni cellulari è inoltre possibile personalizzare il dizionario integrato nel sistema, aggiungendo nuove parole all'interno dello stesso. In generale, comunque, i cellulari permettono di disattivare questa funzionalità e di scrivere SMS senza composizione guidata T9 delle parole.
La prima casa produttrice di cellulari ad includere tale software nei propri terminali è stata la finlandese Benefon.
Nel 1999, Benefon iO e Nokia 3210 furono tra i primi terminali sul mercato ad implementare la tecnologia.

## Esempio di utilizzo

Tastiera standard International Telecommunication Union "ITU-T E.161"

Considerando, ad esempio, una tastiera standard di un telefono cellulare come quella riprodotta nella figura qui al lato, nel caso di un terminale privo del sistema T9, per ottenere la parola "ciao" sarà necessario digitare la sequenza di tasti:
- tasto 2 (abc) per tre volte per selezionare la lettera c
- tasto 4 (ghi) per tre volte per selezionare la lettera i
- tasto 2 (abc) per una volta per selezionare la lettera a
- tasto 6 (mno) per tre volte per selezionare la lettera o

mentre la sequenza necessaria, nel caso di utilizzo del T9, verrà semplificata nella seguente:
- tasto 2 (abc) una volta; testo risultante: a
- tasto 4 (ghi) una volta; testo risultante: ai
- tasto 2 (abc) una volta; testo risultante: cia
- tasto 6 (mno) una volta; testo risultante: ciao

Il numero di volte per le quali è necessario premere uno dei pulsanti della tastiera passa, in tal modo, da 10 a 4, per ottenere la stessa parola.